# Svenska kyrkan i Aten
Svenska kyrkan i Aten är en av Svenska kyrkans utlandsförsamlingar. Liksom de andra kyrkorna i Svenska kyrkan i utlandet sorterar församlingen under Visby stift.

## Administrativ historik
Församlingen bildades 1976 under namnet Svenska kyrkan i Pireus. 2010 flyttades verksamheten till Aten och församling bytte namn till Svenska kyrkan i Aten.

## Kyrkoherdar
| Ämbetstid | Namn                | Levnadstid | Övrigt |
| --------- | ------------------- | ---------- | ------ |
| 1976–     | Sigfrid von Scheele |            | [ 2 ]  |
|           | Börje Ring          |            | [ 2 ]  |
|           | Björn Rydberg       |            | [ 2 ]  |
|           | Göran Sagen         |            | [ 2 ]  |
|           | Lars Svärd          |            | [ 2 ]  |
|           | Åke Eriksson        |            | [ 2 ]  |
|           | Lars Frisk          |            | [ 2 ]  |
| 2010–2016 | Gunnar Lidén        | 1950–      | [ 3 ]  |
| 2016–     | Björn Kling         |            | [ 2 ]  |

## Kyrkor
- Sjömanskyrkan i Pireus

### Fotnoter
1. ↑  ”Visby stift”. www.svenskakyrkan.se. https://www.svenskakyrkan.se/visbystift. Läst 6 november 2024.
2. 1 2 3 4 5 6 7 8 9  ”Kyrkans historia”. Svenska kyrkan i Aten. 5 april 2020. https://www.svenskakyrkan.se/grekland/kyrkans-historia. Läst 15 juni 2022.
3. ↑   Matrikel 2016: Svenska kyrkan (69:a utgåvan). Stockholm: Verbum. 2016. sid. 416. ISBN 978-91-5263615-2